# Natalie Beer

Natalie Beer bei der Verleihung des Silbernen Ehrenzeichens 1975

Natalie Emilia Beer (* 17. Juni 1903 in Au im Bregenzerwald; † 31. Oktober 1987 in Rankweil) war eine österreichische Schriftstellerin.

## Leben

### Herkunft und Familie
Natalie Beer wurde 1903 als Tochter des Kaufmanns Josef Anton Beer (* 1873) und seiner Frau Maria Eugenia, geborene Bachmann (* 1880), in Au geboren. Sie entstammt der traditionsreichen Familie Beer.
Ihr Verlobter fiel im Zweiten Weltkrieg. Sie blieb kinderlos.
Sie stand mit ihrem Verwandten und Leiter der Bregenzer Festspiele Ernst Bär in Briefkontakt und berichtete u. a. 1954 in einem Aufsatz von den Premieren auf den Festspielen.

### Wirken
Natalie Beer wuchs in Au auf und besuchte dort die Volksschule. 1924 zog die Familie nach Rankweil. Sie ging ein Jahr in die Handelsschule nach Bregenz und half anschließend über zehn Jahre im elterlichen Geschäft, dann nach Konkurs des Geschäfts in Läden und Hotels in der Gegend. Ebenfalls verdingte sie sich als Haushaltshilfe und war um 1937 u. a. in Frankfurt, München und Lindau tätig. In jungen Jahren lernte sie Grete Gulbransson kennen, die sie mehrfach besuchte.
Früh war sie begeistert von Adolf Hitler; u. a. schrieb sie 1938 im Vorarlberger Tagblatt den Artikel „Als ich zum erstenmal den Führer sah“. Sie beantragte am 24. März 1939 die Aufnahme in die NSDAP und wurde zum 1. Jänner 1940 aufgenommen (Mitgliedsnummer 7.364.357). 1938 bewarb sie sich um die Aufnahme in die Reichsschrifttumskammer und wurde Ende 1939 befreites Mitglied. Im Zuge ihrer Gesinnung trat sie aus der Kirche aus. Später war sie sowohl wegen ihrer Funktion als „Gauabteilungsleiterin für Presse und Propaganda“ bei der NS-Frauenschaft im Gauamt Innsbruck, die sie wahrscheinlich von 1939 bis 1945 innehatte, als auch wegen apologetischer Äußerungen aus der Nachkriegszeit zum Nationalsozialismus umstritten. In Innsbruck versuchte sie das Abitur nachzuholen und hörte Vorlesungen an der Universität Innsbruck.
Mit Kriegsende wurde sie arbeitslos und ging für zwei Jahre auf den Ziegerberg im Montafon. Dort gab sie Nähkurse und leistete karitative Arbeit. Nach dem Krieg war sie u. a. als Sekretärin bei der Leitung der Dornbirner Messe tätig, die zu dieser Zeit als „ein Auffangbecken für alte Nationalsozialisten“ galt. Ebenso arbeitete sie unter dem Pseudonym Ursula Berngath für das Radio Dornbirn. Ab 1951 publizierte sie wieder als freie Mitarbeiterin unter dem ehemaligen Nationalsozialisten Franz Ortner bei den Vorarlberger Nachrichten. 1975 wurde sie mit dem Dichtersteinschild des 1999 wegen nationalsozialistischer Wiederbetätigung verbotenen Vereins Dichterstein Offenhausen ausgezeichnet.
Natalie Beer veröffentlichte Lyrik, „heimatgebundene“ Erzählungen sowie Romane. Sie schrieb auch unter dem Pseudonym Fred Lugenau. Trotz ihrer Gesinnung gilt sie als die Schriftstellerin Vorarlbergs mit der größten öffentlichen Anerkennung.
Weder Klaus Amann in Der österreichische NS-Parnaß. Literaturbetrieb in der ‚Ostmark‘ (1938–1945) noch Karl Müller in Zäsuren ohne Folgen. Das lange Leben der literarischen Antimoderne Österreichs seit den 30er Jahren weisen Natalie Beer als prominente NS-Autorin aus. 
Sie starb nach langer, schwerer Krankheit im Jahr 1987.

## Nationalsozialismus
Natalie Beer war bis zu ihrem Tod Sympathisantin des Dritten Reichs. In ihrer Autobiographie 1983 schwärmte sie von Hitler und vertrat das mit dem Nationalsozialismus verbundene Gedankengut. So nannte sie später Gesinnungsgenossen, die „nachher zu Kreuz gekrochen“ sind, „Verräter“. Ebenso sah sie Vorzüge im Nationalsozialismus und pries die NS-Zeit als die „sieben schönsten und reichsten Jahre“. Sie spielte Auschwitz herunter und sah die Verantwortung für den Krieg bei England.
Sie hatte als Gasthörerin für die Erreichung des Abiturs die Vorlesungen von Adolf Helbok an der Universität Innsbruck besucht, was sie nachhaltig ideologisch prägte. Später wurde sie von Hans Nägele als „heimische Literatin“ entdeckt und wechselte gemeinsam mit Ida Bammert-Ulmer in das neu entstehende nationalsozialistische Lager Vorarlbergs. Sie gründeten 1933 die „Vereinigung Vorarlberger Schriftsteller“, die sich dem reichsdeutschen Verband statt dem „Schutzverband Deutscher Schriftsteller Österreichs“ anschloss.
Klar faschistoide Züge sind in ihrem Werk Der Urahn und u. a. das NS-Frauenbild sowohl in Der Urahn als auch im Der Traum des Weibes zu finden.
In ihrer Funktion in der NS-Frauenschaft war sie auch zuständig für den Aufbau nationalsozialistischer Kindergruppen. Hierbei stand für sie im Vordergrund, dass die Kinder lernen, deutsch zu sein, erste Kameradschaften und Verpflichtetsein erfahren.
Nach dem Krieg wurde sie ebenso wie andere Gleichgesinnte (z. B. der antisemitische Hassprediger Bruno Amann und die NS-Journalistin Ida Bammert-Ulmer) von dem ehemaligen Nationalsozialisten Hermann Rhomberg als Sekretärin bei der Dornbirner Messe eingestellt. Sie berichtet in ihrer Autobiographie von einem Veröffentlichungsverbot, das sich aber nicht eindeutig belegen lässt. Ihre Publikationen platzierte sie u. a. im rechten Leopold-Stocker-Verlag. Ihre Ernennung zur Professorin wurde im rechtsextremen Eckartboten gewürdigt, für den sie auch als Autorin tätig war.

## Würdigung
Ihre Heimatgemeinde Rankweil hatte ihr zu Ehren ein Natalie-Beer-Museum eingerichtet, das 2025  wieder geschlossen wurde.

## Auszeichnungen (Auswahl)
- 1974 Boga-Tinti-Preis des Presseclubs Concordia
- 1975 Silbernes Ehrenzeichen Vorarlbergs, gemeinsam u. a. mit Elfriede Blaickner, Karl Graf und Karl Ilg
- 1977 Professortitel (Österreich) durch den Bundespräsidenten Rudolf Kirchschläger verliehen
- 1978 Ehrenring der Marktgemeinde Rankweil (2021 wieder aberkannt[13])
- 1978 Ehrenring der Gemeinde Au
- 1983 Franz-Michael-Felder-Medaille, worauf 1987 Monika Helfer aus Protest gegen die nationalsozialistischen Äußerungen Beers ihre Medaille zurückgibt

## Werke (Auswahl)

### Gedichte
- Bergfahrt, 1932
- Frühlicht, im Völkischen Beobachter 1935
- Traum des Weibes, 1947
- Die eherne Waage. Gedichte aus fünfzehn Jahren, 1951
- An die Großen der Welt, 1955
- Weil ich Dich liebe. Eine Totengabe, 1958
- Im Vorübergehn, 1961
- Ins Antlitz der Zeit, 1971
- Die singenden Hügel, 1976
- Im Leben zu Gast sein, 1977
- Das Dorf im Herbst, 1979
- In den Tag gesprochen, 1980
- Gesang der Landschaft, 1982
- Des Lebens Wahn und Wagnis, 1985

### Romane
- Kleine Kindheit, 1941
- Schicksal auf Vögin. Ein Bregenzerwaldroman, 1942 (angeregt durch Erwin Guido Kobenheyers Paracelsus-Trilogie und in drei Auflagen 1942, 1943 und 1944 im NS-Gauverlag Innsbruck erschienen)
- Der Urahn, 1943
- Wanderer durch das eigene Herz. Familienroman aus dem Kleinen Walsertal, 1954 (Neuauflage 1959 unter dem Titel ... und führt ihn einen andern Weg, Neuauflage 1974 unter dem Titel Das unruhige Herz)
- Prophet und Sibylle, 1956 (2. Aufl. unter dem Titel Wenn die Sterne dunkeln)
- Ich suche den Menschen, 1960
- Jubel der Steine, 1964
- Mathis der Maler. Ein Matthias Grünewald-Roman, 1970
- Sand im Stundenglas, 1974
- Als noch die Sonne schien. Roman meiner Jugend, 1978
- Im Garten blüht der Lavendel, 1980
- unvollendet: Der letzte Landammann

### Schauspiele
- Eines Menschen Schuld, 1947
- Jubel der Steine, 1965

### Sonstige Werke
- Die Kindergruppe der NS-Frauenschaft im Gau Tirol-Vorarlberg, In: Bergland, 1941
- Die Hirtin von Tilisuna, Erzählungen, 1951
- Die eherne Waage. Gedichte aus fünfzehn Jahren, 1951
- Immer die weiße Wolke. Eine Hirtenlegende, 1954
- Und fanden das Kind in der Krippe, Erzählungen, 1968
- Kleine Reise ohne Nepomuk. Eine Südlandsfahrt, 1971
- Das Lächeln der Madonna Hodigitria. Der Mann mit der Nelke, Erzählungen, 1975
- ’s Lisabethle goht of d’ Reis, Erzählung in Vorarlberger Mundart, 1977
- Der kleine Esel Trabbelbei, 1977
- Der brennende Rosenbusch. Lebenserinnerungen, 1983
- Walthers Weihnachtslied, handgeschriebene Gestaltung mit Illustrationen von Konrad Honold, 1983
- Funde am Lebensweg. Erzählungen, Skizzen, Gedichte, 1983

## Mitgliedschaften (Auswahl)
- Reichsverband Deutscher Schriftsteller (Nicht stattgegebener Antrag, da nicht in Deutschland lebend, aber mit Mitgliedsnummer 5130, Mitte 1934)
- Österreichischer Schriftstellerverband
- Deutsches Kulturwerk Europäischen Geistes
- Vorarlberger Autorenverband

## Nachlass
Der Nachlass von Natalie Beer wird im Franz-Michael-Felder-Archiv der Vorarlberger Landesbibliothek in Bregenz aufbewahrt.